# V-League 2022-2023 (maschile)
La V-League 2022-2023, 19ª edizione della massima serie del campionato sudcoreano di pallavolo maschile, si è svolta dal 22 ottobre 2022 al 3 aprile 2023: al torneo hanno partecipato 7 squadre di club sudcoreane e la vittoria finale è andata per la quarta volta, la terza consecutiva, ai Korean Air Jumbos.

## Regolamento

### Formula
La competizione prevede che le sette squadre partecipanti prendano parte a una regular season composta da sei round, per un totale di trentasei incontri ciascuna:
- la prima classificata accede direttamente alla finale dei play-off scudetto, giocata al meglio delle cinque gare;
- la seconda e la terza classificata accedono alla semifinale dei play-off scudetto, giocandosi l'accesso in finale al meglio delle tre gare;
- la terza e la quarta classificata, in caso di distacco compreso o inferiore a 3 punti, accedono ai quarti di finale in gara unica.

### Criteri di classifica
Se il risultato finale è stato di 3-0 o 3-1 sono stati assegnati 3 punti alla squadra vincente e 0 a quella sconfitta, se il risultato finale è stato di 3-2 sono stati assegnati 2 punti alla squadra vincente e 1 a quella sconfitta.
L'ordine del posizionamento in classifica è stato definito in base a:
- Punti;
- Numero di partite vinte;
- Ratio dei set vinti/persi;
- Ratio dei punti realizzati/subiti.

## Squadre partecipanti
| Club               | Stagione | Città     | Impianto              | Stagione precedente       |
| ------------------ | -------- | --------- | --------------------- | ------------------------- |
| Hyundai Skywalkers | Dettagli | Cheonan   | Ryu Gwansun Gymnasium | 7ª in V-League            |
| KB Stars           | Dettagli | Uijeongbu | Uijeongbu Gymnasium   | 2ª in V-League            |
| KEPCO Vixtorm      | Dettagli | Suwon     | Suwon Gymnasium       | 3ª in V-League            |
| Korean Air Jumbos  | Dettagli | Incheon   | Gyeyang Gymnasium     | Campione di Corea del Sud |
| OK Okman           | Dettagli | Ansan     | Sangnoksu Gymnasium   | 5ª in V-League            |
| Samsung Bluefangs  | Dettagli | Daejeon   | Chungmu Gymnasium     | 6ª in V-League            |
| Woori WON          | Dettagli | Seul      | Jangchung Gymnasium   | 4ª in V-League            |

## Torneo

### Regular season

#### Risultati
| Primo round |                                        |     |                                   |
|             |                                        |     |                                   |
| 22-10       | Korean Air Jumbos - KB Stars           | 3-1 | 25-21, 24-26, 25-16, 25-16        |
| 23-10       | OK Okman - KEPCO Vixtorm               | 0-3 | 18-25, 19-25, 21-25               |
| 25-10       | Samsung Bluefangs - Hyundai Skywalkers | 1-3 | 23-25, 25-17, 19-25, 18-25        |
| 26-10       | OK Okman - Woori WON                   | 0-3 | 18-25, 21-25, 13-25               |
| 27-10       | KB Stars - KEPCO Vixtorm               | 3-1 | 28-26, 25-20, 26-28, 25-23        |
| 28-10       | Hyundai Skywalkers - Korean Air Jumbos | 0-3 | 24-26, 22-25, 19-25               |
| 29-10       | Woori WON - Samsung Bluefangs          | 3-1 | 26-28, 25-20, 25-18, 25-22        |
| 30-10       | KB Stars - OK Okman                    | 3-2 | 25-27, 19-25, 25-23, 25-22, 15-11 |
| 01-11       | Korean Air Jumbos - Samsung Bluefangs  | 3-0 | 25-12, 25-23, 25-21               |
| 02-11       | KEPCO Vixtorm - Hyundai Skywalkers     | 0-3 | 23-25, 21-25, 19-25               |
| 03-11       | Woori WON - KB Stars                   | 0-3 | 23-25, 20-25, 24-26               |
| 04-11       | Samsung Bluefangs - OK Okman           | 1-3 | 18-25, 25-23, 17-25, 23-25        |
| 05-11       | Korean Air Jumbos - KEPCO Vixtorm      | 3-2 | 25-20, 18-25, 25-20, 13-25, 15-7  |
| 06-11       | Hyundai Skywalkers - Woori WON         | 3-1 | 25-20, 24-26, 26-24, 25-21        |
| 08-11       | OK Okman - Korean Air Jumbos           | 1-3 | 25-23, 21-25, 23-25, 23-25        |
| 09-11       | KB Stars - Hyundai Skywalkers          | 0-3 | 18-25, 22-25, 20-25               |
| 10-11       | KEPCO Vixtorm - Samsung Bluefangs      | 3-0 | 25-12, 25-22, 26-24               |
| 11-11       | Woori WON - Korean Air Jumbos          | 3-2 | 25-20, 22-25, 25-23, 19-25, 17-15 |
| 12-11       | Hyundai Skywalkers - OK Okman          | 0-3 | 23-25, 22-25, 24-26               |
| 13-11       | Samsung Bluefangs - KB Stars           | 3-2 | 28-26, 27-29, 22-25, 25-23, 17-15 |
| 15-11       | KEPCO Vixtorm - Woori WON              | 3-1 | 19-25, 25-23, 25-23, 26-24        |

| Secondo round |                                        |     |                                   |
|               |                                        |     |                                   |
| 16-11         | Korean Air Jumbos - Hyundai Skywalkers | 3-0 | 25-23, 25-17, 25-17               |
| 17-11         | OK Okman - KB Stars                    | 3-0 | 25-22, 26-24, 25-21               |
| 18-11         | Samsung Bluefangs - Woori WON          | 2-3 | 17-25, 25-23, 18-25, 25-22, 9-15  |
| 19-11         | Hyundai Skywalkers - KEPCO Vixtorm     | 2-3 | 22-25, 27-25, 17-25, 25-19, 14-16 |
| 20-11         | Korean Air Jumbos - OK Okman           | 2-3 | 19-25, 25-22, 27-29, 25-17, 10-15 |
| 22-11         | KB Stars - Samsung Bluefangs           | 0-3 | 24-26, 19-25, 23-25               |
| 23-11         | KEPCO Vixtorm - OK Okman               | 1-3 | 29-27, 19-25, 17-25, 20-25        |
| 24-11         | Woori WON - Hyundai Skywalkers         | 0-3 | 20-25, 19-25, 20-25               |
| 25-11         | Samsung Bluefangs - Korean Air Jumbos  | 0-3 | 18-25, 24-26, 24-26               |
| 26-11         | KEPCO Vixtorm - KB Stars               | 3-0 | 25-21, 27-25, 25-19               |
| 27-11         | OK Okman - Hyundai Skywalkers          | 2-3 | 21-25, 23-25, 25-18, 25-22, 11-15 |
| 29-11         | Samsung Bluefangs - KEPCO Vixtorm      | 2-3 | 18-25, 20-25, 25-22, 25-23, 9-15  |
| 30-11         | Korean Air Jumbos - Woori WON          | 3-0 | 25-21, 25-19, 25-23               |
| 01-12         | Hyundai Skywalkers - KB Stars          | 3-1 | 25-20, 25-15, 25-27, 26-24        |
| 02-12         | OK Okman - Samsung Bluefangs           | 3-2 | 25-21, 20-25, 20-25, 26-24, 15-12 |
| 03-12         | Woori WON - KEPCO Vixtorm              | 3-2 | 21-25, 25-21, 19-25, 25-15, 15-9  |
| 04-12         | KB Stars - Korean Air Jumbos           | 0-3 | 13-25, 19-25, 27-29               |
| 06-12         | Woori WON - OK Okman                   | 3-1 | 25-22, 25-20, 21-25, 25-22        |
| 07-12         | Hyundai Skywalkers - Samsung Bluefangs | 3-0 | 25-20, 25-17, 25-23               |
| 08-12         | KEPCO Vixtorm - Korean Air Jumbos      | 0-3 | 23-25, 29-31, 20-25               |
| 09-12         | KB Stars - Woori WON                   | 1-3 | 25-23, 20-25, 20-25, 20-25        |

| Terzo round |                                        |     |                                   |
|             |                                        |     |                                   |
| 10-12       | Samsung Bluefangs - Hyundai Skywalkers | 0-3 | 18-25, 24-26, 23-25               |
| 11-12       | OK Okman - KEPCO Vixtorm               | 3-1 | 25-22, 13-25, 25-18, 25-22        |
| 13-12       | Samsung Bluefangs - KB Stars           | 1-3 | 23-25, 25-23, 14-25, 21-25        |
| 14-12       | Hyundai Skywalkers - Woori WON         | 3-1 | 27-25, 22-25, 25-13, 25-21        |
| 15-12       | Korean Air Jumbos - KEPCO Vixtorm      | 3-2 | 24-26, 25-17, 25-23, 19-25, 15-11 |
| 16-12       | KB Stars - OK Okman                    | 1-3 | 25-22, 20-25, 21-25, 22-25        |
| 17-12       | Woori WON - Samsung Bluefangs          | 3-1 | 25-18, 25-18, 24-26, 25-16        |
| 18-12       | Hyundai Skywalkers - Korean Air Jumbos | 1-3 | 17-25, 25-19, 21-25, 19-25        |
| 20-12       | Samsung Bluefangs - KEPCO Vixtorm      | 3-1 | 25-17, 22-25, 25-20, 25-21        |
| 21-12       | OK Okman - Woori WON                   | 1-3 | 30-28, 14-25, 23-25, 17-25        |
| 22-12       | Korean Air Jumbos - KB Stars           | 3-0 | 25-22, 25-21, 25-12               |
| 23-12       | KEPCO Vixtorm - Hyundai Skywalkers     | 1-3 | 22-25, 24-26, 34-32, 20-25        |
| 24-12       | Samsung Bluefangs - OK Okman           | 3-1 | 21-25, 25-15, 26-24, 25-14        |
| 25-12       | Korean Air Jumbos - Woori WON          | 3-0 | 25-21, 25-22, 25-22               |
| 27-12       | KB Stars - KEPCO Vixtorm               | 3-1 | 25-23, 22-25, 25-23, 27-25        |
| 28-12       | Hyundai Skywalkers - OK Okman          | 1-3 | 22-25, 23-25, 25-17, 23-25        |
| 29-12       | Korean Air Jumbos - Samsung Bluefangs  | 3-2 | 25-23, 25-21, 21-25, 19-25, 17-15 |
| 30-12       | KEPCO Vixtorm - Woori WON              | 2-3 | 18-25, 25-20, 21-25, 25-19, 13-15 |
| 31-12       | KB Stars - Hyundai Skywalkers          | 0-3 | 22-25, 23-25, 18-25               |
| 01-01       | OK Okman - Korean Air Jumbos           | 3-0 | 28-26, 25-23, 25-21               |
| 03-01       | Woori WON - KB Stars                   | 3-0 | 25-22, 25-18, 25-14               |

| Quarto round |                                        |     |                                   |
|              |                                        |     |                                   |
| 04-01        | Korean Air Jumbos - OK Okman           | 3-0 | 25-16, 25-17, 25-16               |
| 05-01        | Samsung Bluefangs - KEPCO Vixtorm      | 3-2 | 23-25, 25-20, 15-25, 25-12, 15-13 |
| 06-01        | KB Stars - Woori WON                   | 3-0 | 25-23, 25-17, 25-22               |
| 07-01        | Korean Air Jumbos - Hyundai Skywalkers | 3-2 | 19-25, 26-24, 25-22, 25-27, 15-12 |
| 08-01        | OK Okman - Samsung Bluefangs           | 3-0 | 25-21, 25-16, 25-20               |
| 10-01        | Woori WON - KEPCO Vixtorm              | 2-3 | 21-25, 25-22, 23-25, 25-23, 14-16 |
| 11-01        | Samsung Bluefangs - Korean Air Jumbos  | 1-3 | 17-25, 22-25, 25-21, 25-27        |
| 12-01        | Hyundai Skywalkers - KB Stars          | 3-1 | 25-19, 23-25, 25-16, 25-20        |
| 13-01        | KEPCO Vixtorm - OK Okman               | 3-0 | 25-19, 25-13, 25-22               |
| 14-01        | Woori WON - Korean Air Jumbos          | 3-2 | 22-25, 26-24, 25-22, 22-25, 21-19 |
| 15-01        | Hyundai Skywalkers - Samsung Bluefangs | 3-1 | 25-16, 17-25, 25-23, 25-22        |
| 17-01        | OK Okman - KB Stars                    | 3-1 | 25-18, 19-25, 25-19, 25-21        |
| 19-01        | Woori WON - Hyundai Skywalkers         | 3-1 | 14-25, 25-20, 26-24, 25-16        |
| 20-01        | KEPCO Vixtorm - Korean Air Jumbos      | 2-3 | 22-25, 25-22, 18-25, 25-15, 16-18 |
| 21-01        | KB Stars - Samsung Bluefangs           | 3-1 | 25-23, 25-20, 23-25, 25-23        |
| 22-01        | Woori WON - OK Okman                   | 3-2 | 24-26, 25-22, 20-25, 25-21, 15-8  |
| 23-01        | Hyundai Skywalkers - KEPCO Vixtorm     | 1-3 | 25-22, 20-25, 22-25, 20-25        |
| 24-01        | KB Stars - Korean Air Jumbos           | 3-0 | 25-18, 26-24, 25-19               |
| 25-01        | Samsung Bluefangs - Woori WON          | 3-2 | 25-13, 21-25, 18-25, 25-20, 15-9  |
| 26-01        | OK Okman - Hyundai Skywalkers          | 0-3 | 20-25, 20-25, 20-25               |
| 27-01        | KEPCO Vixtorm - KB Stars               | 3-2 | 26-24, 25-16, 23-25, 24-26, 15-12 |

| Quinto round |                                        |     |                                   |
|              |                                        |     |                                   |
| 31-01        | Woori WON - KB Stars                   | 2-3 | 25-23, 25-20, 32-34, 21-25, 10-15 |
| 01-02        | Hyundai Skywalkers - OK Okman          | 3-1 | 25-22, 25-22, 17-25, 25-18        |
| 02-02        | Korean Air Jumbos - KEPCO Vixtorm      | 1-3 | 25-13, 22-25, 23-25, 18-25        |
| 03-02        | Woori WON - Samsung Bluefangs          | 0-3 | 19-25, 20-25, 20-25               |
| 04-02        | KB Stars - OK Okman                    | 3-0 | 25-23, 25-21, 25-22               |
| 05-02        | KEPCO Vixtorm - Hyundai Skywalkers     | 3-1 | 20-25, 25-22, 25-21, 25-23        |
| 07-02        | Korean Air Jumbos - Samsung Bluefangs  | 2-3 | 26-24, 25-22, 21-25, 19-25, 12-15 |
| 08-02        | OK Okman - Woori WON                   | 3-2 | 27-25, 21-25, 26-24, 13-25, 15-13 |
| 09-02        | KB Stars - KEPCO Vixtorm               | 3-2 | 23-25, 25-20, 23-25, 25-23, 15-11 |
| 10-02        | Hyundai Skywalkers - Korean Air Jumbos | 3-1 | 20-25, 37-35, 25-22, 26-24        |
| 11-02        | Samsung Bluefangs - OK Okman           | 3-0 | 25-23, 25-19, 25-17               |
| 12-02        | KEPCO Vixtorm - Woori WON              | 3-2 | 24-26, 21-25, 25-21, 25-22, 15-8  |
| 14-02        | Korean Air Jumbos - KB Stars           | 3-1 | 25-23, 23-25, 25-20, 26-24        |
| 15-02        | Samsung Bluefangs - Hyundai Skywalkers | 1-3 | 20-25, 25-23, 21-25, 19-25        |
| 16-02        | OK Okman - KEPCO Vixtorm               | 3-2 | 25-21, 25-21, 22-25, 16-25, 15-13 |
| 17-02        | Woori WON - Korean Air Jumbos          | 3-0 | 25-23, 28-26, 25-20               |
| 18-02        | KB Stars - Hyundai Skywalkers          | 1-3 | 19-25, 21-25, 26-24, 18-25        |
| 19-02        | KEPCO Vixtorm - Samsung Bluefangs      | 3-2 | 20-25, 25-15, 18-25, 25-20, 15-12 |
| 21-02        | Hyundai Skywalkers - Woori WON         | 3-0 | 25-23, 25-17, 25-22               |
| 22-02        | OK Okman - Korean Air Jumbos           | 0-3 | 17-25, 15-25, 25-27               |
| 23-02        | Samsung Bluefangs - KB Stars           | 1-3 | 25-19, 22-25, 20-25, 21-25        |

| Sesto round |                                        |     |                                   |
|             |                                        |     |                                   |
| 24-02       | Woori WON - Hyundai Skywalkers         | 0-3 | 23-25, 21-25, 18-25               |
| 25-02       | Korean Air Jumbos - OK Okman           | 3-0 | 25-18, 25-17, 25-23               |
| 26-02       | KEPCO Vixtorm - Samsung Bluefangs      | 3-0 | 25-20, 25-21, 25-16               |
| 28-02       | KB Stars - Woori WON                   | 1-3 | 20-25, 19-25, 25-22, 21-25        |
| 01-03       | KEPCO Vixtorm - Korean Air Jumbos      | 1-3 | 20-25, 18-25, 25-23, 18-25        |
| 02-03       | Hyundai Skywalkers - Samsung Bluefangs | 3-2 | 23-25, 26-24, 20-25, 25-22, 15-11 |
| 03-03       | OK Okman - KB Stars                    | 2-3 | 25-19, 25-22, 23-25, 16-25, 14-16 |
| 04-03       | Woori WON - KEPCO Vixtorm              | 3-0 | 25-18, 25-22, 26-24               |
| 05-03       | Korean Air Jumbos - Hyundai Skywalkers | 3-0 | 25-17, 25-20, 25-22               |
| 07-03       | KB Stars - Samsung Bluefangs           | 0-3 | 21-25, 20-25, 21-25               |
| 08-03       | Woori WON - OK Okman                   | 3-0 | 25-23, 25-16, 26-24               |
| 09-03       | Hyundai Skywalkers - KEPCO Vixtorm     | 0-3 | 21-25, 20-25, 22-25               |
| 10-03       | KB Stars - Korean Air Jumbos           | 0-3 | 18-25, 22-25, 21-25               |
| 11-03       | Samsung Bluefangs - Woori WON          | 2-3 | 25-22, 25-20, 16-25, 19-25, 13-15 |
| 12-03       | KEPCO Vixtorm - OK Okman               | 3-1 | 25-18, 20-25, 25-20, 25-21        |
| 14-03       | Hyundai Skywalkers - KB Stars          | 2-3 | 20-25, 25-27, 25-22, 25-21, 12-15 |
| 15-03       | OK Okman - Samsung Bluefangs           | 3-0 | 25-18, 25-22, 25-19               |
| 16-03       | Korean Air Jumbos - Woori WON          | 3-2 | 25-20, 25-21, 20-25, 23-25, 16-14 |
| 17-03       | KEPCO Vixtorm - KB Stars               | 1-3 | 22-25, 25-18, 23-25, 22-25        |
| 18-03       | OK Okman - Hyundai Skywalkers          | 3-0 | 25-16, 25-23, 25-22               |
| 19-03       | Samsung Bluefangs - Korean Air Jumbos  | 3-0 | 25-20, 25-22, 25-22               |

#### Classifica
| Pos. | Squadra            | Pt | G  | V  | P  | SV | SP | Ratio | PF    | PS    | Ratio |
| ---- | ------------------ | -- | -- | -- | -- | -- | -- | ----- | ----- | ----- | ----- |
| 1    | Korean Air Jumbos  | 76 | 36 | 26 | 10 | 88 | 48 | 1,833 | 3 176 | 2 932 | 1,083 |
| 2    | Hyundai Skywalkers | 67 | 36 | 22 | 14 | 77 | 57 | 1,351 | 3 111 | 2 990 | 1,040 |
| 3    | Woori WON          | 56 | 36 | 19 | 17 | 72 | 72 | 1,000 | 3 224 | 3 158 | 1,021 |
| 4    | KEPCO Vixtorm      | 53 | 36 | 17 | 19 | 75 | 74 | 1,014 | 3 306 | 3 268 | 1,012 |
| 5    | OK Okman           | 48 | 36 | 16 | 20 | 62 | 74 | 0,838 | 2 953 | 3 096 | 0,954 |
| 6    | KB Stars           | 42 | 36 | 15 | 21 | 58 | 79 | 0,734 | 3 037 | 3 210 | 0,946 |
| 7    | Samsung Bluefangs  | 36 | 36 | 11 | 25 | 57 | 85 | 0,671 | 3 050 | 3 203 | 0,952 |

      Qualificata alla finale play-off scudetto.
      Qualificata alle semifinali play-off scudetto.
      Qualificata ai quarti di finale play-off scudetto.

### Play-off scudetto
|  | Quarti di finale | Quarti di finale | Quarti di finale   |                    |   | Semifinali | Semifinali | Semifinali | Semifinali | Semifinali |  |  | Finale | Finale            | Finale | Finale | Finale | Finale | Finale |  |
|  |                  |                  |                    |                    |   |            |            |            |            |            |  |  |        |                   |        |        |        |        |        |  |
|  |                  |                  |                    |                    |   |            |            |            |            |            |  |  | 1      | Korean Air Jumbos | 3      | 3      | 3      |        |        |  |
|  |                  |                  |                    |                    |   |            |            |            |            |            |  |  | 1      | Korean Air Jumbos | 3      | 3      | 3      |        |        |  |
|  |                  |                  | 2                  | Hyundai Skywalkers | 1 | 0          | 2          |            |            |            |  |  |        |                   |        |        |        |        |        |  |
|  |                  |                  |                    | Hyundai Skywalkers | 1 | 0          | 2          |            |            |            |  |  |        |                   |        |        |        |        |        |  |
|  |                  |                  |                    |                    |   |            |            |            |            |            |  |  |        |                   |        |        |        |        |        |  |
|  |                  |                  |                    |                    |   |            |            |            |            |            |  |  |        |                   |        |        |        |        |        |  |
|  |                  | 2                | Hyundai Skywalkers | 3                  | 2 | 3          |            |            |            |            |  |  |        |                   |        |        |        |        |        |  |
|  |                  |                  |                    | 3                  | 2 | 3          |            |            |            |            |  |  |        |                   |        |        |        |        |        |  |
|  |                  |                  | 4                  | KEPCO Vixtorm      | 2 | 3          | 1          |            |            |            |  |  |        |                   |        |        |        |        |        |  |
|  | 3                | Woori WON        | 4                  | KEPCO Vixtorm      | 2 | 3          | 1          | 1          |            |            |  |  |        |                   |        |        |        |        |        |  |
|  | 3                | Woori WON        |                    |                    |   |            |            |            |            |            |  |  |        |                   |        |        |        |        |        |  |
|  | 4                | KEPCO Vixtorm    | 3                  |                    |   |            |            |            |            |            |  |  |        |                   |        |        |        |        |        |  |

#### Quarti di finale
| \| Gara 1 \| \| \| \| \| \| \| \| \| \| 22-03 \| Woori WON - KEPCO Vixtorm \| 1-3 \| 19-25, 18-25, 25-18, 22-25 \| |                           |     |                            |
| Gara 1 |                           |     |                            |
| |                           |     |                            |
| 22-03 | Woori WON - KEPCO Vixtorm | 1-3 | 19-25, 18-25, 25-18, 22-25 |

#### Semifinale
| Gara 1 |                                    |     |                                   |
|        |                                    |     |                                   |
| 24-03  | Hyundai Skywalkers - KEPCO Vixtorm | 3-2 | 27-25, 24-26, 25-23, 23-25, 15-13 |

| Gara 2 |                                    |     |                                   |
|        |                                    |     |                                   |
| 26-03  | KEPCO Vixtorm - Hyundai Skywalkers | 3-2 | 25-18, 21-25, 25-18, 25-27, 18-16 |

| \| Gara 3 \| \| \| \| \| \| \| \| \| \| 28-03 \| Hyundai Skywalkers - KEPCO Vixtorm \| 3-1 \| 25-19, 25-19, 23-25, 25-21 \| |                                    |     |                            |
| Gara 3 |                                    |     |                            |
| |                                    |     |                            |
| 28-03 | Hyundai Skywalkers - KEPCO Vixtorm | 3-1 | 25-19, 25-19, 23-25, 25-21 |

#### Finale
| Gara 1 |                                        |     |                            |
|        |                                        |     |                            |
| 30-03  | Korean Air Jumbos - Hyundai Skywalkers | 3-1 | 20-25, 25-23, 25-23, 25-17 |

| Gara 2 |                                        |     |                     |
|        |                                        |     |                     |
| 01-04  | Korean Air Jumbos - Hyundai Skywalkers | 3-0 | 25-20, 25-22, 25-22 |

| \| Gara 3 \| \| \| \| \| \| \| \| \| \| 03-04 \| Hyundai Skywalkers - Korean Air Jumbos \| 2-3 \| 25-23, 25-13, 22-25, 17-25, 11-15 \| |                                        |     |                                   |
| Gara 3 |                                        |     |                                   |
| |                                        |     |                                   |
| 03-04 | Hyundai Skywalkers - Korean Air Jumbos | 2-3 | 25-23, 25-13, 22-25, 17-25, 11-15 |

## Premi individuali
| Premio                    | Giocatore         | Squadra            |
| ------------------------- | ----------------- | ------------------ |
| MVP della Regular season  | Han Sun-soo       | Korean Air Jumbos  |
| MVP delle finali play-off | Han Sun-soo       | Korean Air Jumbos  |
| MVP dell'All-Star Game    | Leonardo Leyva    | OK Okman           |
| MVP 1º round              | Nikola Meljanac   | KB Stars           |
| MVP 2º round              | Han Sun-soo       | Korean Air Jumbos  |
| MVP 3º round              | Leonardo Leyva    | OK Okman           |
| MVP 4º round              | Thijs ter Horst   | KEPCO Vixtorm      |
| MVP 5º round              | Heo Su-bong       | Hyundai Skywalkers |
| MVP 6º round              | Han Sun-soo       | Korean Air Jumbos  |
| Miglior allenatore        | Tommi Tiilikainen | Korean Air Jumbos  |
| Miglior esordiente        | Kim Jun-woo       | Samsung Bluefangs  |
| Miglior palleggiatore     | Hwang Taek-eui    | KB Stars           |
| Miglior opposto           | Leonardo Leyva    | OK Okman           |
| Miglior schiacciatore     | Jung Ji-seok      | Korean Air Jumbos  |
| Miglior schiacciatore     | Thijs ter Horst   | KEPCO Vixtorm      |
| Miglior centrale          | Shin Yung-suk     | KEPCO Vixtorm      |
| Miglior centrale          | Choi Min-ho       | Hyundai Skywalkers |
| Miglior libero            | Oh Jae-sung       | Woori WON          |

## Classifica finale
| Pos                      | Squadra            |
| ------------------------ | ------------------ |
| Corea del Sud (bandiera) | Korean Air Jumbos  |
| 2                        | Hyundai Skywalkers |
| 3                        | KEPCO Vixtorm      |
| 4                        | Woori WON          |
| 5                        | OK Okman           |
| 6                        | KB Stars           |
| 7                        | Samsung Bluefangs  |

## Statistiche
| Rendimento individuale | Rendimento individuale | Rendimento individuale | Rendimento individuale |
| Pos.                   | Nome                   | Punti                  | Squadra                |
| ---------------------- | ---------------------- | ---------------------- | ---------------------- |
| 1                      | Thijs ter Horst        | 968                    | KEPCO Vixtorm          |
| 2                      | Leonardo Leyva         | 921                    | OK Okman               |
| 3                      | Ahmed Ikhbayri         | 875                    | Samsung Bluefangs      |
| 4                      | Oreol Camejo           | 725                    | Hyundai Skywalkers     |
| 5                      | Heo Su-bong            | 704                    | Hyundai Skywalkers     |
| 6                      | Lincoln Williams       | 685                    | Korean Air Jumbos      |
| 7                      | Na Gyeong-bok          | 615                    | Woori WON              |
| 8                      | Andrés Villena         | 555                    | KB Stars               |
| 9                      | Liberman Agámez        | 553                    | Woori WON              |
| 10                     | Jung Ji-seok           | 549                    | Korean Air Jumbos      |

| Attacchi vincenti | Attacchi vincenti | Attacchi vincenti | Attacchi vincenti  |
| Pos.              | Nome              | Punti             | Squadra            |
| ----------------- | ----------------- | ----------------- | ------------------ |
| 1                 | Thijs ter Horst   | 813               | KEPCO Vixtorm      |
| 2                 | Ahmed Ikhbayri    | 759               | Samsung Bluefangs  |
| 3                 | Leonardo Leyva    | 745               | OK Okman           |
| 4                 | Oreol Camejo      | 592               | Hyundai Skywalkers |
| 5                 | Lincoln Williams  | 575               | Korean Air Jumbos  |
| 6                 | Heo Su-bong       | 568               | Hyundai Skywalkers |
| 7                 | Na Gyeong-bok     | 514               | Woori WON          |
| 8                 | Andrés Villena    | 493               | KB Stars           |
| 9                 | Liberman Agámez   | 463               | Woori WON          |
| 10                | Kim Jeong-ho      | 407               | KB Stars           |

| Muri vincenti | Muri vincenti   | Muri vincenti | Muri vincenti      |
| Pos.          | Nome            | Punti         | Squadra            |
| ------------- | --------------- | ------------- | ------------------ |
| 1             | Shin Yung-suk   | 116           | KEPCO Vixtorm      |
| 2             | Choi Min-ho     | 100           | Hyundai Skywalkers |
| 3             | Oreol Camejo    | 90            | Hyundai Skywalkers |
| 4             | Jung Ji-seok    | 88            | Korean Air Jumbos  |
| 5             | Kim Kyu-min     | 84            | Korean Air Jumbos  |
| 6             | Thijs ter Horst | 80            | KEPCO Vixtorm      |
| 7             | Kim Jun-woo     | 69            | Samsung Bluefangs  |
| 8             | Heo Su-bong     | 60            | Hyundai Skywalkers |
| 8             | Park Jin-woo    | 60            | KB Stars           |
| 10            | Lee Sang-hyeon  | 57            | Woori WON          |

| Battute vincenti | Battute vincenti | Battute vincenti | Battute vincenti   |
| Pos.             | Nome             | Punti            | Squadra            |
| ---------------- | ---------------- | ---------------- | ------------------ |
| 1                | Leonardo Leyva   | 127              | OK Okman           |
| 2                | Heo Su-bong      | 76               | Hyundai Skywalkers |
| 3                | Thijs ter Horst  | 75               | KEPCO Vixtorm      |
| 4                | Lincoln Williams | 70               | Korean Air Jumbos  |
| 5                | Ahmed Ikhbayri   | 67               | Samsung Bluefangs  |
| 6                | Jung Ji-seok     | 61               | Korean Air Jumbos  |
| 7                | Na Gyeong-bok    | 60               | Woori WON          |
| 8                | Seo Jae-duck     | 47               | KEPCO Vixtorm      |
| 9                | Oreol Camejo     | 43               | Hyundai Skywalkers |
| 10               | Liberman Agámez  | 41               | Woori WON          |